# Campeonato Rondoniense de Futebol Feminino de 2019
O Campeonato Rondoniense de Futebol Feminino de 2019 foi uma competição de futebol feminino organizada pela Federação de Futebol do Estado de Rondônia. O torneio teve início no dia 9 de novembro e sua final foi disputada no dia 27 de novembro, quando o Real Ariquemes venceu o Porto Velho com um gol de pênalti e conquistou o título pela primeira vez, bem como o direito de representar o estado no Campeonato Brasileiro de Futebol Feminino de 2020 - Série A2.

## Regulamento
Os cinco times foram divididos em dois grupos, o grupo A, com três participantes (Porto Velho, Ji-Paraná e Genus), e o Grupo B com os outros dois (Vilhenense e Real Ariquemes). Os times jogaram em turno único dentro dos grupos. O melhor colocado de cada grupo avançou à final, que foi disputada em dois jogos eliminatórios, de ida e volta. Em caso de empate no resultado agregado, a decisão seria em cobrança de pênaltis..

### Critérios de desempate
Estes foram os critérios de desempate aplicados na 1ª fase.
1. Maior número de vitórias
2. Melhor saldo de gols
3. Maior número de gols pró
4. Menor número de cartões vermelhos
5. Menor número de cartões amarelos

## Participantes
| Equipe         | Cidade      | Em 2018      | Títulos (último) |
| -------------- | ----------- | ------------ | ---------------- |
| Genus          | Porto Velho | 4º           | 3 (2014)         |
| Ji-Paraná      | Ji-Paraná   | não disputou | 0                |
| Porto Velho    | Porto Velho | 1º           | 1 (2018)         |
| Real Ariquemes | Ariquemes   | 2º           | 0                |
| Vilhenense     | Vilhena     | não disputou | 0                |

## Primeira Fase
| Pos | Equipes     | Pts | J | V | E | D | GP | GC | SG  |
| --- | ----------- | --- | - | - | - | - | -- | -- | --- |
| 1º  | Porto Velho | 6   | 2 | 2 | 0 | 0 | 12 | 1  | +11 |
| 2º  | Ji-Paraná   | 3   | 2 | 1 | 0 | 1 | 8  | 11 | -3  |
| 3º  | Genus       | 0   | 2 | 0 | 0 | 2 | 2  | 10 | -8  |

| Pos | Equipes        | Pts | J | V | E | D | GP | GC | SG  |
| --- | -------------- | --- | - | - | - | - | -- | -- | --- |
| 1º  | Real Ariquemes | 6   | 2 | 2 | 0 | 0 | 11 | 1  | +10 |
| 2º  | Vilhenense     | 0   | 2 | 0 | 0 | 2 | 1  | 11 | -10 |

### Jogos
Grupo A
| 9 de novembro | Porto Velho | 9 – 1     | Ji-Paraná | Aluizão, Porto Velho |
| 16:00         |             | Relatório |           |                      |

| 13 de novembro | Genus | 2 – 7     | Ji-Paraná | Aluizão, Porto Velho |
| 19:30          |       | Relatório |           |                      |

| 16 de novembro | Porto Velho | 3 – 0     | Genus | Aluizão, Porto Velho |
| 16:00          |             | Relatório |       |                      |

Grupo B
| 10 de novembro | Vilhenense | 1 – 5     | Real Ariquemes | Portal da Amazônia, Vilhena |
| 17:00          |            | Relatório |                |                             |

| 16 de novembro | Real Ariquemes | 6 – 0     | Vilhenense | Gentil Valério, Ariquemes |
| 16:00          |                | Relatório |            |                           |

## Final
| 24 de novembro | Real Ariquemes | 2 – 2     | Porto Velho     | Gentil Valério, Ariquemes |
| 16:00          | Sisi · Rafaela | Relatório | Monique · Késia |                           |

| 27 de novembro | Porto Velho | 0 – 1     | Real Ariquemes | Aluizão, Porto Velho |
| 20:00          |             | Relatório | Rafaela        |                      |

## Premiação
| Campeonato Rondoniense Feminino de 2019 |
| Acre                                    |
| --------------------------------------- |
| Real Ariquemes Campeão (1.º título)     |